# Il re delle tre
Il re delle tre è un album di Filippo Malatesta pubblicato nel 1997.

## Tracce
1. Il re delle tre – 4:16
2. Alla grande – 4:32
3. Domani – 3:57
4. Fuorigioco – 3:11
5. Terrone – 3:50
6. Promesse – 6:03
7. Sogni porno – 2:51
8. Solo come un cane – 2:50
9. Bastardo come me – 6:41
10. Se nasco un'altra volta – 2:53
11. Il boia alla noia – 3:01
12. Tic e tac – 3:36
13. Anima d'argento – 15:30